# Ocean Indyjski

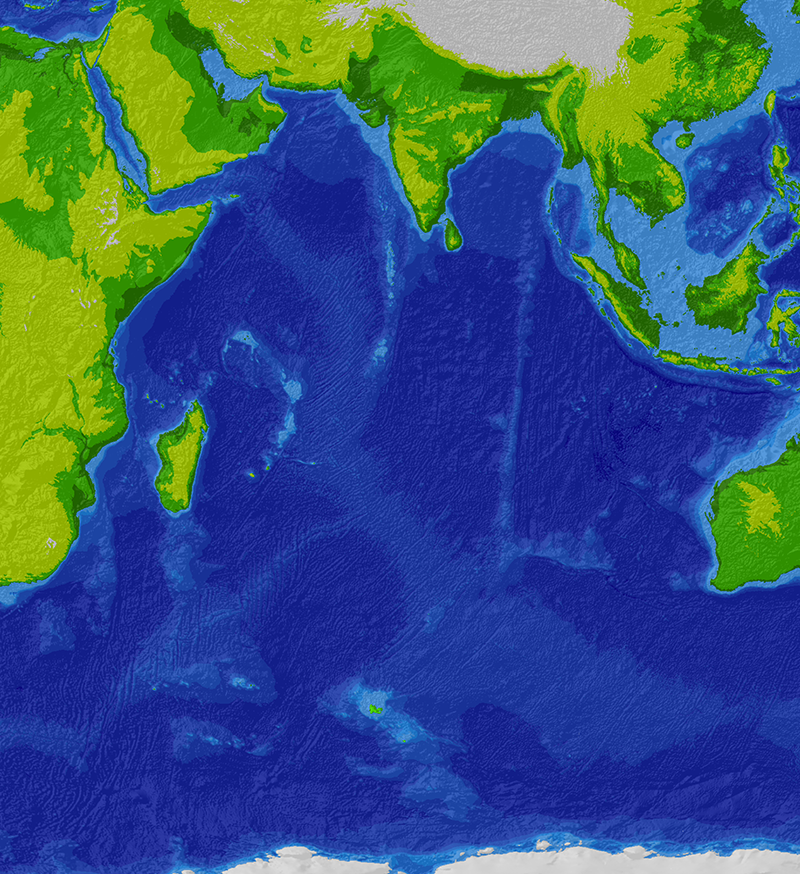
Mapa batymetryczna Oceanu Indyjskiego

Ocean Indyjski (rzadko: Indyk) – trzeci pod względem wielkości zbiornik wodny na świecie, ocean zajmujący około 20% powierzchni Wszechoceanu. 

## Położenie i obszar
Ocean Indyjski od północy ograniczony jest przez Azję, od zachodu przez Półwysep Arabski i Afrykę, od wschodu przez Półwysep Malajski, Wyspy Sundajskie oraz Australię, a od południa przez Antarktydę (Ocean Południowy). Umownymi granicami są południki: 20° i 147° długości geograficznej wschodniej.
Jego powierzchnię szacuje się na 68 556 tys. km² do 73 560 tys. km² (włączając Morze Czerwone i Zatokę Perską); przybliżona objętość wynosi 264 mln km³. Rozciągłość południkowa i równoleżnikowa dochodzi do 10 tys. km. Średnia głębokość 3890 m, maksymalna 7258 m (Rów Sundajski). Linia brzegowa o długości 66 526 km jest słabo rozwinięta. Jest bardzo ciepły, w północnej części temperatura wód powierzchniowych rzadko spada poniżej 25 °C, natomiast w pobliżu Antarktydy obniża się do ok. 0 °C, co daje średnią na poziomie 17 °C. Zasolenie wynosi 34,8 ‰.

### Morza układu oceanicznego – Ocean Indyjski[6][7]
- Morze Andamańskie
- Morze Arabskie
- Morze Arafura
- Morze Czerwone
- Morze Lakkadiwskie
- Morze Timor

### Wyspy i archipelagi
Większe wyspy i archipelagi:
- Madagaskar
- Komory
- Seszele
- Sokotra
- Malediwy
- Maskareny
- Cejlon
- Zanzibar
- Andamany i Nikobary
- oraz część Indonezji

## Ukształtowanie dna
Ocean Indyjski podzielony jest przez grzbiety śródoceaniczne na kilka mniejszych części – basenów oceanicznych.

### Grzbiety śródoceaniczne
Przez środek Oceanu Indyjskiego biegną grzbiety śródoceaniczne, będące fragmentem globalnej sieci grzbietów. Są to grzbiety: Adeński, Arabsko-Indyjski, Środkowoindyjski, Afrykańsko-Antarktyczny, Zachodnioindyjski, Zachodnioaustralijski, Australijsko-Antarktyczny.

### Baseny oceaniczne
Na Oceanie Indyjskim znajdują się następujące baseny oceaniczne: Arabski, Somalijski, Madagaskarski, Maskareński, Mozambicki, Crozeta, Środkowoindyjski, Kokosowy, Zachodnioaustralijski, Północnoaustralijski i Południowoaustralijski. W obrębie basenów widoczne są oceaniczne strefy spękań, leżące na przedłużeniu uskoków transformacyjnych.

## Wiek skorupy ziemskiej
Wiek najstarszej skorupy oceanicznej na Oceanie Indyjskim określono jako jurajski. Występuje ona w dwóch rejonach: na krańcu wschodnim, między Australią a Indonezją oraz w części zachodniej – pomiędzy Afryką a Madagaskarem (pod basenami Mozambickim i Madagaskarskim oraz Kanałem Mozambickim).
Wiek pozostałej skorupy ziemskiej jest kredowy i kenozoiczny, przy czym im bliżej szczeliny ryftowej, tym jest młodszy. Większość grzbietów śródoceanicznych pochodzi z ery kenozoicznej.

## Klimat
Warunki klimatyczne Oceanu Indyjskiego kształtują się pod wpływem wzajemnego oddziaływania kontynentu i oceanu. Silne, północno-wschodnie wiatry wieją od października do kwietnia; od maja do października dominują wiatry południowe i wschodnie. Na półkuli południowej wiatry są raczej łagodniejsze, ale letnie sztormy w pobliżu Mauritiusa mogą być niebezpieczne. Cyklony występują u wybrzeży Morza Arabskiego i Zatoki Bengalskiej w miesiącach wymiany monsunów zimowego i letniego.

## Prądy oceaniczne

### Prądy powierzchniowe
W części północnej oceanu prądy morskie są zależne od monsunów i mają charakter sezonowy (prądy Somalijski, Monsunowy i Równikowy Wsteczny). Ciepłe prądy stałe to: Prąd Południoworównikowy, Prąd Madagaskarski, Prąd Mozambicki, natomiast zimne: Prąd Zachodnioaustralijski oraz Prąd Wiatrów Zachodnich.

## Gospodarka
Ocean Indyjski jest ważną drogą łączącą Bliski Wschód, Afrykę, południową Azję i Australię. Jest szlakiem przewozu ropy naftowej oraz produktów ropopochodnych pochodzących z rejonu Zatoki Perskiej i Indonezji. Rybołówstwo jest dość słabo rozwinięte i zaspokaja głównie potrzeby lokalne. Poławia się przeważnie tuńczyki i krewetki.